# エティエンヌ・ルイ・マリュス

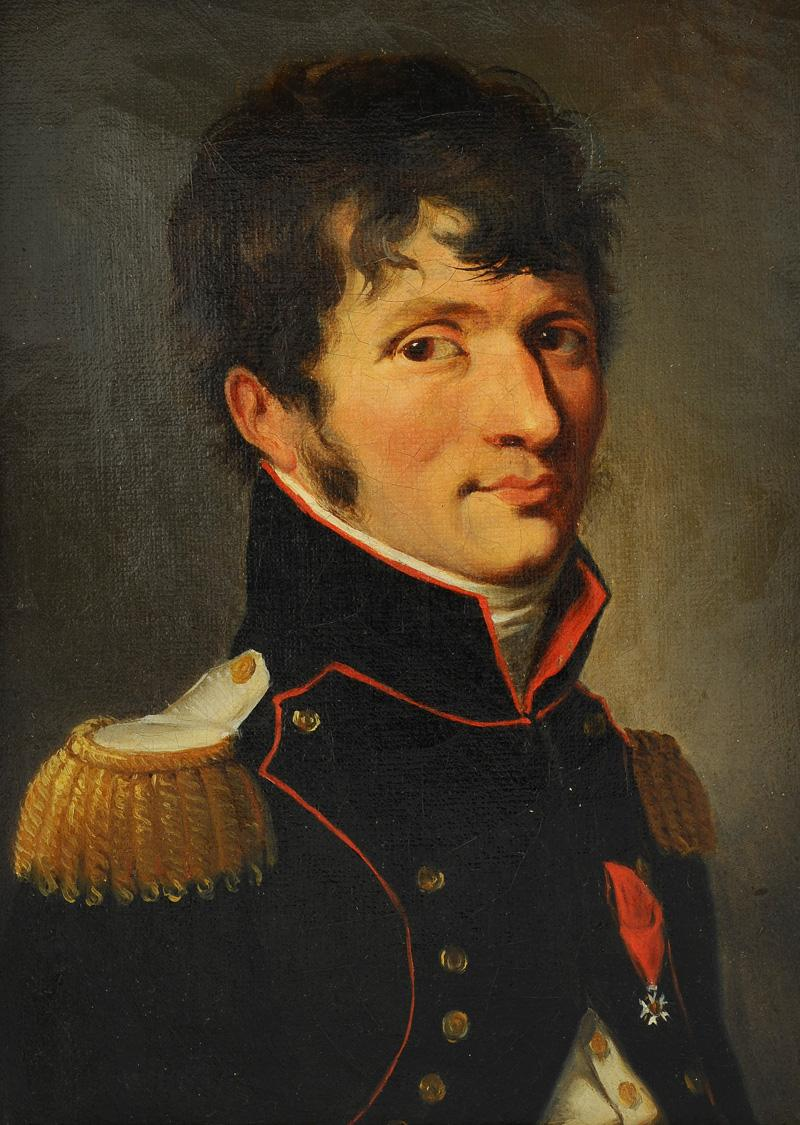
エティエンヌ＝ルイ・マリュス

エティエンヌ＝ルイ・マリュス（Etienne-Louis Malus 、1775年7月23日 - 1812年2月23日）はフランスの軍人、技術者、物理学者、数学者である。反射光の偏光についてのマリュスの法則を発見した。
マリュスは1775年7月23日パリに生まれる。
1798年、工兵隊員としてナポレオンのエジプト遠征に加わり、1801年まで近東に留まった。
帰国後、アントワープ、ストラスブール、パリで公職に就き、光学の研究を行う。1809年に反射による光の偏光の発見に関する論文、1810年には結晶における光の二重屈折（屈折）の理論に関する回顧録を発表した。1810年フランス科学アカデミーのメンバーになった。
彼の数学的業績は光、幾何光学に関するもので、クリスティアーン・ホイヘンスの光の理論を証明する実験を行った。光の偏光に関する発見は1809年に発表され、結晶中の複屈折に関する理論を1810年に発表した。
マリュスの業績で最も知られたマリュスの法則は入射光の前に置かれた偏光板による光の強度を与えるもので、次式を主張するものである：
{\displaystyle I=I_{0}\cos ^{2}\theta }
ここで、{\displaystyle I_{0}} は入射光の強度、{\displaystyle \theta } は入射光に対する偏光板の角度である。
1812年2月23日、パリで没。